# Hoya halconensis
Hoya halconensis är en oleanderväxtart som beskrevs av D. Kloppenburg. Hoya halconensis ingår i släktet Hoya och familjen oleanderväxter. Inga underarter finns listade i Catalogue of Life.